# ولری لیون
 ولری لیون (انگلیسی: Valerie Leon؛ زادهٔ ۱۲ نوامبر ۱۹۴۳) یک هنرپیشه اهل بریتانیا است.